# Cambridgea longipes
Cambridgea longipes är en spindelart som beskrevs av A. David Blest och Vink 2000. Cambridgea longipes ingår i släktet Cambridgea och familjen Stiphidiidae. Inga underarter finns listade.